# Resolució 1595 del Consell de Seguretat de les Nacions Unides
La Resolució 1595 del Consell de Seguretat de les Nacions Unides fou adoptada per unanimitat el 4 d'abril de 2005. Després de recordar el seu suport a la sobirania, la integritat territorial i la independència del Líban, el Consell va establir una comissió per assistir a les autoritats libaneses en la seva investigació sobre l'assassinat de l'ex primer ministre Rafik Hariri a Beirut el 14 de febrer de 2005.
La resolució va establir de manera efectiva la primera investigació d'un assassinat per les Nacions Unides.

## Resolució

### Observacions
En el preàmbul de la resolució, el Consell va condemnar l'assassinat de Rafik Hariri a la capital libanesa i va instar a tots els interessats a actuar amb moderació. Una missió de recerca va informar que la investigació libanesa sobre l'incident arribaria a una conclusió satisfactòria o creïble. Per tant, el Consell va decidir que seria necessària una investigació independent internacional, ja que era conscient que els responsables de l'atac havien de ser identificats i declarats responsables. Va agrair al Govern del Líban per aprovar el permís per a una investigació internacional.

### Actes
El Consell va establir una comissió internacional per investigar l'assassinat i identificar els responsables, i va demanar també al govern libanès que els seus resultats es tinguessin plenament en compte. Va declarar que la comissió tindria plena llibertat de moviment, la cooperació de les autoritats del Líban, recopilaria proves addicionals i disposaria de les instal·lacions necessàries per poder exercir les seves funcions de manera apropiada. Es va demanar al Secretari General Kofi Annan que assistís a l'establiment de la comissió i al reclutament del seu personal.
Es va convidar a tots els països a cooperar amb la comissió, que s'encarregaria de completar el seu treball en un termini de tres mesos, tot i que el Secretari General podria autoritzar una pròrroga addicional si fos necessari.